# اورا (ایماسگو)

اورا شهری در شهرستان ایماسگو در استان بولکیمده در بورکینافاسوی غربی مرکزی است جمعیت آن ۲۰۶۰ نفر است.